# Double DES
Cet article court présente un sujet plus développé dans : triple DES et cryptanalyse#Attaque par rencontre au milieu.
Le Double DES est l'enchaînement de 2 applications successives du chiffrement par bloc DES sur le même bloc de données de 64 bits, avec 2 clés DES différentes. Il n'a jamais été utilisé, sa sécurité n'étant pas significativement supérieure à celle du simple DES, à cause d'une attaque de type rencontre au milieu. Le Triple DES permet de doubler la sécurité du DES. 